# Arroyo Malo
Arroyo Malo és un centre poblat de l'Uruguai, ubicat al nord del departament de Flores.
Es troba a 74 metres sobre el nivell del mar. Té una població aproximada de 149 habitants.